# Fredrik Hiorth
Fredrik Wilhelm Louis Hiorth, född 4 februari 1851 i Aker, död 1 januari 1923 i Kristiania (nuvarande Oslo), var en norsk ingenjör.
Hiorth var direktör vid Kværner bruk, ordförande i de Mekaniske verksteders forening (1896–99), ordförande i Polyteknisk Forening (1899–1902) och från 1901 ledamot av styrelsen för Norges oplysningskontor for næringsveiene. Han medverkade vid bildandet av flera industriföretag. Han var uppfinnare inom turbinområdet och blev särskilt känd för sitt på många platser införda torktorn, använt till masstorkning av pappersmassa, cellulosa, läder, ull, kött, fisk etc. År 1902 tilldelades  han den norska Sankt Olavs orden.